# Prasatka
Prasatka (Hemisus) je rod afrických žab, jediný zástupce čeledi prasatkovití (Hemisotidae).

## Systematika
Prasatky se řadí do nadčeledi Ranoidea, jež je součástí velké skupiny Neobatrachia (ve starší literatuře však mohou vystupovat přímo v rámci čeledi skokanovití, odb. Ranidae). Jde o blízké příbuzné otylek (Brevicipitidae), zavalitých žab rovněž původem z Afriky. Prasatky se dělí do následujících devíti druhů:
- Hemisus barotseensis Channing & Broadley, 2002
- Hemisus brachydactylus Laurent, 1963 – prasatka krátkoprstá
- Hemisus guineensis Cope, 1865 – prasatka guinejská
- Hemisus guttatus (Rapp, 1842) – prasatka skvrnitá
- Hemisus marmoratus (Peters, 1854) – prasatka mramorovaná
- Hemisus microscaphus Laurent, 1972 – prasatka etiopská
- Hemisus olivaceus Laurent, 1963 – prasatka olivová
- Hemisus perreti Laurent, 1972 – prasatka Perretova
- Hemisus wittei Laurent, 1963 – prasatka Witteova

## Charakteristika

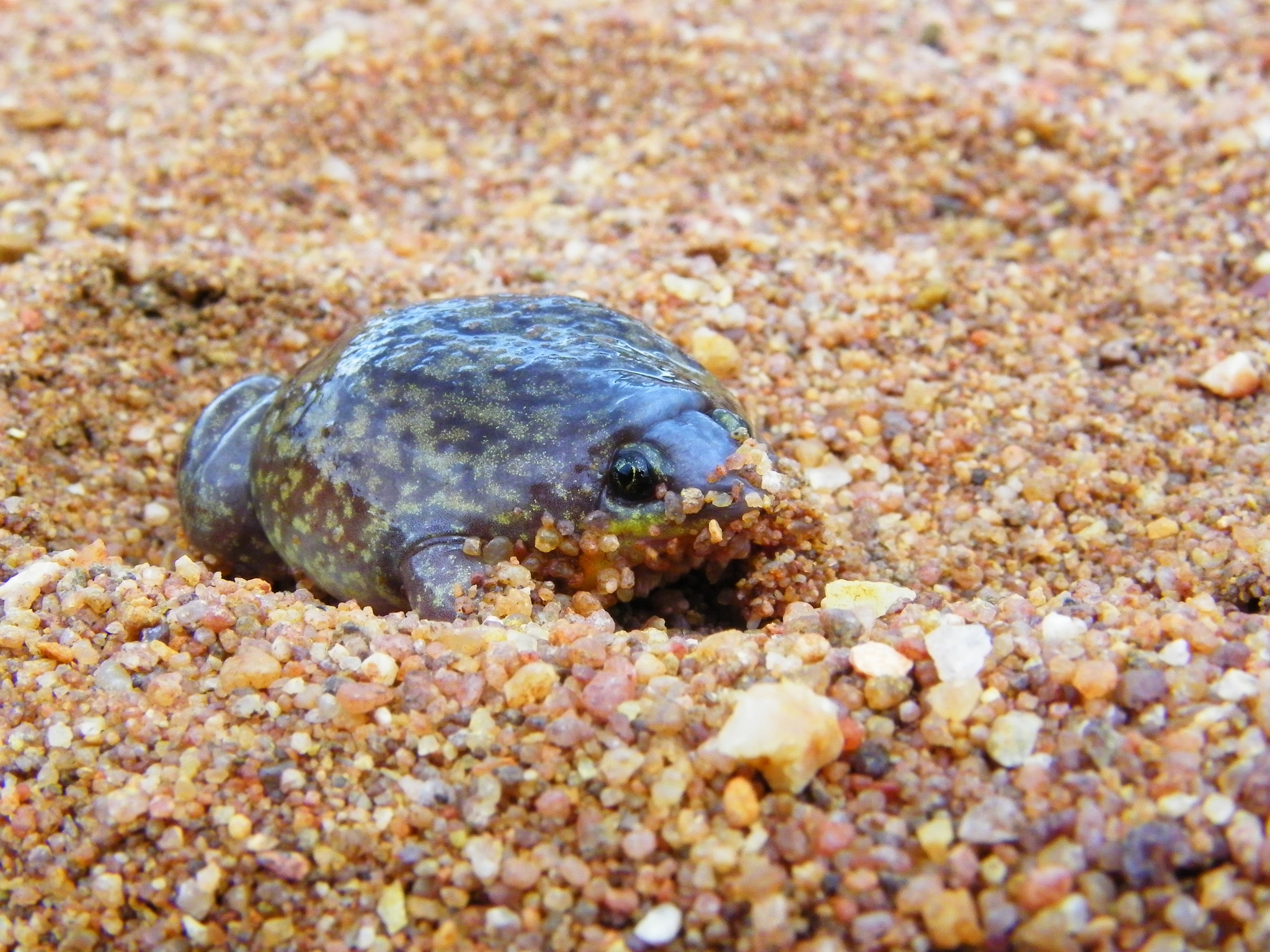
Ryjící prasatka

Prasatky představují malé až středně velké žáby, jejich velikost typicky činí 22–52 mm, ovšem s výjimkou prasatky skvrnité (Hemisus guttatus) s celkovou délkou až 75 mm. Stavba těla vykazuje četné adaptace k hrabání a rytí. Lebka je zpevněná a hlava obecně zúžená, s dlátovitě zašpičatělým čenichem, jenž slouží jako primární rycí nástroj. Přední a zadní končetiny jsou mohutné a silné. Prasatkám chybí hrudní kost (sternum), tato redukce je charakteristická i pro jinou linii „hrabajících žab“, a sice pro bachratku mexickou (Rhinophrynus dorsalis), jediného žijícího zástupce čeledi Rhinophrynidae. Podobnost obou těchto linií představuje důsledek konvergentní evoluce.

### Ekologie a chování
Všech devět druhů prasatek obývá subsaharskou Afriku. Žijí zejména na savanách, ačkoli mohou obývat i křovinaté a galeriové lesy. Potravu tvořenou zejména hmyzem a červy si shánějí jak na povrchu, tak pod zemí. Substrát přerývají svým dlátovitým čenichem, kterým střídavě pohybují nahoru a dolů, zatímco předními končetinami odrhnují vyhrabaný materiál a zadními končetinami se tlačí směrem dopředu. Do podzemních komor prasatky kladou i vajíčka, přičemž tyto komory bývají poblíž dočasného vodního zdroje. Velikost snůšky je poměrně variabilní, zatímco některé prasatky kladou jen nižší stovky vajíček, jiné i nižší tisíce. Po vylíhnutí pulců samice prorazí tunel mezi komorou a vodním zdrojem, kde pulci prodělávají vývoj v dospělce. V případě prasatky mramorované (Hemisus marmoratus) může samice dopravit část svého potomstva do vodní nádrže dokonce přímo na hřbetě. Metamorfóza trvá asi 3 až 4 týdny. Protože je vývoj závislý na těchto dočasných vodních nádržích, rozmnožování samotné je vázáno na období dešťů. Samci lákají samice z podzemních komor a po oplození vajíček se již na péči o potomstvo dále nepodílejí. Amplexus, specifická pozice při páření žab, je v případě prasatek tzv. inguinální, samec tedy svou partnerku drží za pas.

## Ohrožení
K srpnu roku 2024 považoval Mezinárodní svaz ochrany přírody (IUCN) celkem pět druhů prasatek za málo dotčené, jeden druh (prasatku skvrnitou, odb. Hemisus guttatus) za téměř ohrožený druh, ke třem zbývajícím druhům pak chybělo dostatek dat, a jejich stav ohrožení tudíž zůstává nejistý.